# أليكساندرو ألبو
أليكساندرو ألبو (بالرومانية: Cristian Albu)‏ هو لاعب كرة قدم روماني في مركز الدفاع، ولد في 17 أغسطس 1993 في بوخارست في رومانيا. لعب مع كونكورديا كياجنا ويو تي أي أراد ونادي الحزم ونادي الصفا.

## وصلات خارجية
- أليكساندرو ألبو على موقع الاتحاد الأوربي (الإنجليزية)
- أليكساندرو ألبو على موقع قاعدة بيانات كرة القدم.إي يو (الإنجليزية)
- أليكساندرو ألبو على موقع ناشيونال فوتبول تيمز (الإنجليزية)
- أليكساندرو ألبو على موقع Soccerway.com (الإنجليزية)